# 航空管制技術官
航空管制技術官（こうくうかんせいぎじゅつかん、通称：管技官）とは、航空機の安全で効率的な運航を確保する航空保安無線施設等に関する整備・維持を行う技術者である。
航空保安業務に携わる国家公務員であり、地方航空局配下の空港事務所等又は航空交通管制部に配属される。

## 採用
航空管制技術官になるには国土交通省の管轄である航空保安大学校の航空電子科（研修期間2年）に入学するか国土交通省航空局が行う募集に応募し、採用される方法の2通りが存在する。
外部からの応募に際しては、第2級陸上無線技術士以上の資格を有することが条件となっている。
ただし、正式に航空管制技術官になるのは、入学又は採用された後に行われる研修（AIR TRAFFIC ENGINEERING SPECIALIST CERTIFICATE）を終了し、航空管制技術官試験に合格しなくてはならない。
自衛隊が管理する飛行場に関しては隊内で養成された隊員が担当している。

## 対象施設
航空管制技術官が整備・維持を行う航空保安無線施設及び管制施設(航空通信施設・レーダー施設・管制情報処理システム施設)は以下の通りである。

### 航空保安無線施設
VOR・DME・TACAN・ILS・MSAS・GBAS

### 航空通信施設
A/G・RAG・RCAG・ATIS・AEIS・HF-AG・VHF-AG・ATM-COM・DLCS

### レーダー施設
ASR・SSR・PAR・ASDE・ARSR・ORSR・RML・DRDE・MLAT・WAM・HARP・SLIM

### 管制情報処理システム施設
TRAD・FACE・ICAP・TAPS・ADEX・TEPS・TOPS・AMHS・TEAM・CRMS・A-CDM

## 航空管制技術官に必要な無線資格
- 第一級陸上無線技術士
- 第二級陸上無線技術士
- 第一級総合無線通信士

## 研修体制
航空管制技術官の研修は、全国の航空官署及び航空保安大学校本校(大阪府泉佐野市)、航空保安大学校岩沼研修センター(宮城県岩沼市)で行われる。
| 研修実施官署 | 航空保安大学校              | 空港等の航空官署  | 岩沼研修センター     | 空港等の航空官署 | 岩沼研修センター |
| ------------ | --------------------------- | ----------------- | -------------------- | ---------------- | ---------------- |
| 研修内容     | 航空電子科(2年)             | システム管理      | ILS・VOR/TAC専門研修 | ILS・VOR/TAC     | 各種上級研修     |
| 研修内容     | 航空管制技術基礎研修(3か月) | CCS専門研修       | CCS                  |                  |                  |
| 研修内容     |                             | PSR/SSR専門研修   | PSR/SSR              |                  |                  |
| 研修内容     |                             | WAM専門研修       | WAM                  |                  |                  |
| 研修内容     |                             | HARP専門研修      | HARP                 |                  |                  |
| 研修内容     |                             | FACE/ICAP専門研修 | FACE/ICAP            |                  |                  |
| 研修内容     |                             | TAPS専門研修      | TAPS                 |                  |                  |
| 研修内容     |                             | TEPS専門研修      | TEPS                 |                  |                  |
| 研修内容     |                             | ADEX専門研修      | ADEX                 |                  |                  |
| 研修内容     |                             | TOPS              |                      |                  |                  |
| 研修内容     |                             | TEAM              |                      |                  |                  |

## 関係法令
- 国家行政組織法
- 国土交通省設置法
- 国土交通省組織令
- 航空法施行規則第5章

## リンク
- 空の安全を守るツバサノシゴト｜国土交通省航空局交通管制部
- 国土交通省 航空保安大学校 | 航空電子科 概要